# Georg Wartmann
Georg Wartmann (* 25. September 1645 in St. Gallen; † 18. Juni 1727 ebenda) war ein Bürgermeister von St. Gallen (Schweiz).

## Leben
Georg Wartmann wurde als Sohn seines gleichnamigen Vaters Georg Wartmann, Zunftmeister und dessen Ehefrau Anna, geb. Wetter, geboren.
Er war anfangs Sattler und wurde anschliessend Gerber. Von 1686 bis 1702 war er Zunftmeister der Schuhmacherzunft in St. Gallen und von 1694 bis 1702 war er dort Unterbürgermeister.
Von 1702 bis 1725 war er im Wechsel mit Ulrich Weyermann, Lorenz Werder, Christoph Hochreutiner und Jacob Züblin im mit Dreijahresturnus Amtsbürgermeister, Altbürgermeister und Reichsvogt.
Georg Wartmann war seit 1674 mit Barbara, Tochter des Zunftmeisters Bernhard Ziegler, verheiratet.